# خیرآباد (خرامه)
خیرآباد شهری در بخش مرکزی شهرستان خرامه استان فارس ایران است.
در تاریخ ۱۳۹۸/۰۴/۲۳ با تصویب هیئت وزیران روستای خیرآباد توللی به شهر خیرآباد ارتقا یافت.

## جمعیت
بر پایه سرشماری عمومی نفوس و مسکن در سال ۱۳۹۵ جمعیت این شهر ۳٬۷۰۱ نفر (۱٬۱۰۰ خانوار) بوده‌است.